# Polyrhachis marginata
Polyrhachis marginata é uma espécie de formiga do gênero Polyrhachis, pertencente à subfamília Formicinae.